# Csáky Manó
Kőrösszegi és adorjáni gróf Csáky Manó (Csáky Emánuel György; Pozsony, 1763. december 12. – Kassa, 1825. december 23.) valódi belső titkos tanácsos, szepesi főispán.

## Élete
Csáky György gróf gömöri főispán és gróf Erdődy Henrietta fia volt. Neveltetése után, mely különösen az ókori remekirók tanulmányozására irányult, államszolgálatba lépett. 1807-ben Szepes megye főispánja lett; mint szónok és államférfi tűnt ki. Családi birtokát Hotkócon valóságos Tusculummá alakította; angolkertjét szobrokkal és régészeti emlékekkel ékesítette. Kazinczy Ferenc írja le ezt a Hazai Tudósitásokban (1806.)

## Munkái
1. De restituta pristina regiminis forma et laudibus Leopoldi II. Leutschoviae. 1790.
2. Dictio ad status et ordines comitatus Scepusiensis sub generali congregatione die 28. apr. 1790. Uo. (II. Leopold király dicsőítése.)
3. Allocutio ad status et ordines comitatus Scepusiensis in generali congregatione die 18. máji 1790. Leutschoviae celebrata. Uo.
4. Allocutio ad i. deputationem praelibati comitatus habita dum haec ob adeptam actualis supremi comitis dignitatem nomine ii. statuum suan illustritatem salutaret. Cassoviae, 1807.
5. Duplex oratio… occasione faustissimae suae in actualem supremum com. Scepusiensis comitem inaugurationis. Altera ad excell. dnum Josephum e com. Haller de Hallerkeő i. com. Marmarosiensis supremum comitem… delegatum pro actu installationis commissarium regium. Altera ad ii. status et ordines comitatus Scepusiensis dum per eosdem ut supremus comes saluteratur in l. r. civitate Leutschoviensi die 24. febr. 1807. habita (Cassoviae) (Ezek német fordítása Uo.)
6. Sermo ad Status et ordines die 1. dec. 1809. generaliter congregatos habitus. Leutschoviae.
7. Blicke in das Menschenleben. Kaschau, 1823. (C. jegygyel.)